# Lescurry
Lescurry ist eine französische Gemeinde mit 162 Einwohnern (Stand 1. Januar 2022) im Département Hautes-Pyrénées in der Region Okzitanien (vor 2016: Midi-Pyrénées). Sie gehört zum Arrondissement Tarbes und zum Kanton Val d’Adour-Rustan-Madiranais.
Die Einwohner werden Lescurriens und Lescurriennes genannt.

## Geographie
Lescurry liegt zwischen dem Canal d’Alaric, einem Seitenkanal des Adour im Westen und dem Fluss Estéous im Osten, circa 13 Kilometer nordöstlich von Tarbes in der historischen Grafschaft Bigorre am nördlichen Rand des Départements.
Umgeben wird Lescurry von den sieben Nachbargemeinden:
|            | Lacassagne                                  | Sénac  |
| Escondeaux | Kompassrose, die auf Nachbargemeinden zeigt | Mansan |
| Dours      | Castéra-Lou                                 | Peyrun |

## Einwohnerentwicklung

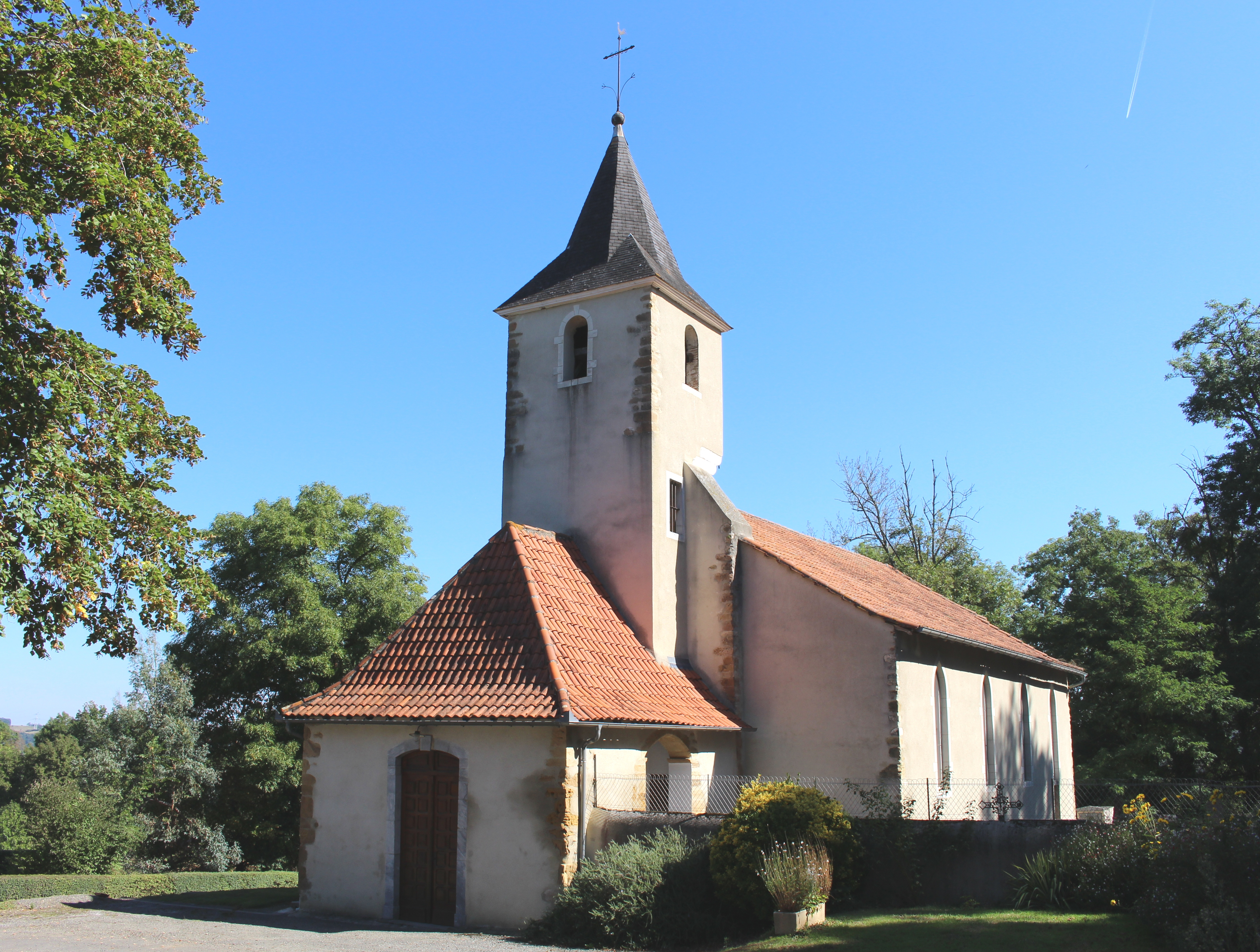
Pfarrkirche Martyre-de-Saint-Jean-Baptiste

Nach Beginn der Aufzeichnungen stieg die Einwohnerzahl bis zur Mitte des 19. Jahrhunderts auf einen Höchststand von 365. In der Folgezeit sank die Größe der Gemeinde bei kurzen Erholungsphasen bis zu den 1960er Jahren auf ihren tiefsten Wert mit rund 150 Einwohnern. Es folgte eine Phase mit stärkeren Schwankungen zwischen rund 165 und rund 190 Einwohnern.
| Jahr      | 1962 | 1968 | 1975 | 1982 | 1990 | 1999 | 2006 | 2011 | 2022 |
| --------- | ---- | ---- | ---- | ---- | ---- | ---- | ---- | ---- | ---- |
| Einwohner | 170  | 149  | 149  | 172  | 189  | 163  | 166  | 176  | 162  |

## Sehenswürdigkeiten
- Pfarrkirche Martyre-de-Saint-Jean-Baptiste

## Wirtschaft und Infrastruktur
Lescurry liegt in den Zonen AOC der Schweinerasse Porc noir de Bigorre und des Schinkens Jambon noir de Bigorre.

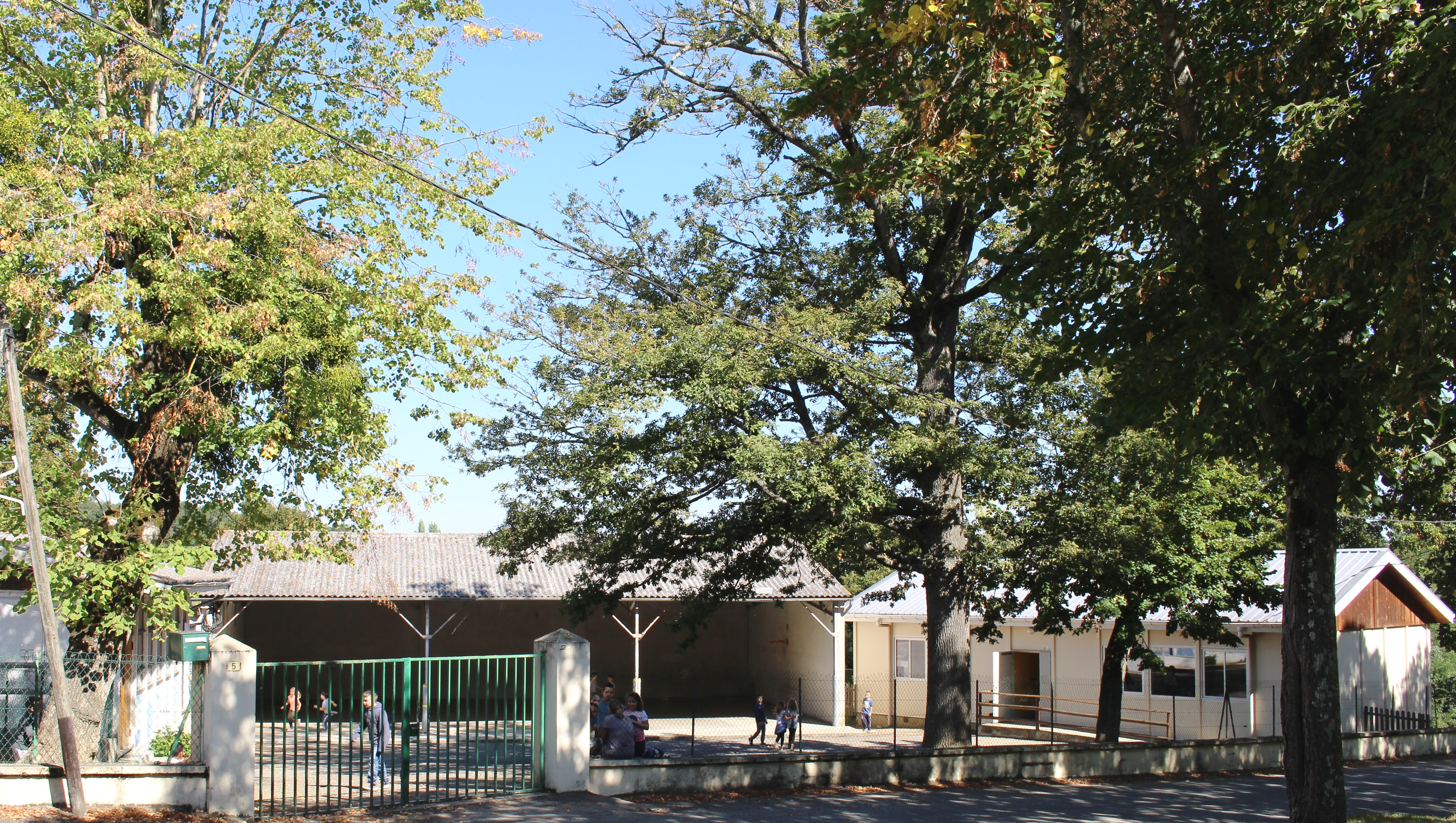
Schulgebäude in Lescurry

### Bildung
Die Gemeinde verfügt über eine öffentliche Vor- und Grundschule mit 39 Schülerinnen und Schülern im Schuljahr 2019/2020.

### Verkehr
Lescurry wird von den Routes départementales 5 und 27 durchquert.

## Persönlichkeiten
Mathilde Pomès, geboren am 18. Mai 1886 in Lescurry, gestorben 1977, war eine französische Dichterin, Romanistin, Hispanistin und Übersetzerin.